# 梧琴駅
梧琴駅（オグムえき）は、大韓民国ソウル特別市松坡区梧琴洞にある、ソウル交通公社の駅。

## 利用可能な鉄道路線
ソウル交通公社
 3号線 - 駅番号は352
 5号線（馬川支線） - 駅番号はP552

## 歴史
- 1996年3月30日 - ソウル特別市都市鉄道公社（当時）5号線の駅が開業。
- 2010年2月18日 - ソウルメトロ（当時）3号線の駅が開業。同時に駅管理業務を全てソウルメトロに移管。
- 2017年5月31日 - ソウルメトロとソウル特別市都市鉄道公社が統合され、ソウル交通公社の駅となる。

## 駅構造
改札階は両路線とも地下1階にあり、それぞれ改札口は1ヶ所ずつある。改札外と5号線改札内に化粧室が1ヶ所ずつある。出入口は1番から7番までの計7ヶ所ある。5号線の開業当初はソウル特別市都市鉄道公社が駅管理業務を行っていたが、2010年の3号線開業以降はソウルメトロが両線の駅を管理していた。
3号線のホーム階は地下4階で、相対式ホーム2面2線を有している。保安用にホームドアシステム（フルスクリーンタイプ）を装備する。5号線に乗り換える場合は地下3階にある連絡通路を利用して乗り換えることができる。エレベーター・エスカレーター共に完備。
5号線ホーム階は地下2階で、相対式ホーム2面2線を有している。保安用にホームドアシステム（フルスクリーンタイプ）を装備する。3号線に乗り換える場合、ホーム南東寄り（開籠寄り）にある階段・エスカレーター・エレベーターのいずれかを利用して下り、連絡通路を経由することによって乗り換えることができる。地下1階改札内に化粧室がある。

### のりば
案内上ののりば番号は設定されていない。 
| ホーム             | 路線               | 行先                                 |                    |
| 3号線ホーム（B4F） | 3号線ホーム（B4F） | 3号線ホーム（B4F）                   | 3号線ホーム（B4F） |
| ------------------ | ------------------ | ------------------------------------ | ------------------ |
| 上り               | 3号線              | 水西・玉水・忠武路・旧把撥・大化方面 |                    |
| 下り               | 3号線              | 降車専用ホーム                       |                    |
| 5号線ホーム（B2F） |                    |                                      |                    |
| 上り               | 5号線              | 江東・往十里・金浦空港・傍花方面     |                    |
| 下り               | 5号線              | 開籠・巨余・馬川方面                 |                    |

## 利用状況
近年の一日平均利用人員推移は下記のとおり。
| 路線  | 路線     | 2000年 | 2001年 | 2002年 | 2003年 | 2004年 | 2005年 | 2006年 | 2007年 | 2008年 | 2009年 | 出典  |
| ----- | -------- | ------ | ------ | ------ | ------ | ------ | ------ | ------ | ------ | ------ | ------ | ----- |
| 3号線 | 乗車人員 | 未開通 | 未開通 | 未開通 | 未開通 | 未開通 | 未開通 | 未開通 | 未開通 | 未開通 | 未開通 | [ 1 ] |
| 3号線 | 降車人員 | 未開通 | 未開通 | 未開通 | 未開通 | 未開通 | 未開通 | 未開通 | 未開通 | 未開通 | 未開通 | [ 1 ] |
| 3号線 | 乗降人員 | 未開通 | 未開通 | 未開通 | 未開通 | 未開通 | 未開通 | 未開通 | 未開通 | 未開通 | 未開通 | [ 1 ] |
| 5号線 | 乗車人員 | 4,148  | 4,496  | 4,531  | 4,560  | 4,699  | 4,674  | 4,598  | 4,549  | 4,606  | 4,667  | [ 2 ] |
| 5号線 | 降車人員 | 4,009  | 4,359  | 4,387  | 4,453  | 4,667  | 4,690  | 4,621  | 4,621  | 4,729  | 4,813  | [ 2 ] |
| 5号線 | 乗降人員 | 8,157  | 8,855  | 8,918  | 9,013  | 9,366  | 9,364  | 9,219  | 9,169  | 9,335  | 9,480  | [ 2 ] |
| 路線  | 路線     | 2010年 | 2011年 | 2012年 | 2013年 | 2014年 | 2015年 | 2016年 |        |        |        |       |
| 3号線 | 乗車人員 | 4,255  | 5,977  | 6,499  | 6,912  | 6,973  | 6,740  |        |        |        |        |       |
| 3号線 | 降車人員 | 3,834  | 5,318  | 5,674  | 6,010  | 6,123  | 5,968  |        |        |        |        |       |
| 3号線 | 乗降人員 | 8,089  | 11,295 | 12,173 | 12,922 | 13,096 | 12,708 |        |        |        |        |       |
| 5号線 | 乗車人員 | 4,115  | 4,072  | 4,092  | 4,013  | 4,019  | 3,926  | 3,772  |        |        |        |       |
| 5号線 | 降車人員 | 4,277  | 4,209  | 4,199  | 4,094  | 4,052  | 3,921  | 3,746  |        |        |        |       |
| 5号線 | 乗降人員 | 8,392  | 8,280  | 8,292  | 8,107  | 8,071  | 7,847  | 7,518  |        |        |        |       |

## 駅周辺
- ソウル可東初等学校（朝鮮語版）
- 可楽近隣公園
- 可楽2洞住民センター
- 石村中学校（朝鮮語版）
- ソウル松坡警察署
- ソウル松坡郵便局（朝鮮語版）
- 新加初等学校（朝鮮語版）
- 梧琴高等学校（朝鮮語版）
- 梧琴公園
- 梧琴洞住民センター
- 梧琴中学校（朝鮮語版）
- ウッマル公園

## 隣の駅
ソウル交通公社
 3号線
警察病院駅 (351) - 梧琴駅 (352)
 5号線（馬川支線）
芳荑駅 (P551) - 梧琴駅 (P552) - 開籠駅 (P553)